# Velika Rakovica
Velika Rakovica je mjesto u sastavu grada Samobora u Zagrebačkoj županiji.  U selu od poznatijih ljudi živi Hrvoje Hitrec. Velika Rakovica je manja površinom nego li susjedno selo Mala Rakovica, Velika Rakovica graniči još s ovim selima: Kladje, Slavagora.

## Stanovništvo
Velika Rakovica prema podacima iz 2011. godine ima 502 stanovnika.
| broj stanovnika | 154   | 209   | 240   | 271   | 262   | 289   | 279   | 311   | 345   | 358   | 344   | 366   | 409   | 404   | 432   | 502   | 507   |
|                 | 1857. | 1869. | 1880. | 1890. | 1900. | 1910. | 1921. | 1931. | 1948. | 1953. | 1961. | 1971. | 1981. | 1991. | 2001. | 2011. | 2021. |